# Firenze Nova

Mappa del Quartiere 5

Firenze Nova è una zona residenziale, direzionale e industriale che si trova nella periferia nord-ovest di Firenze compresa fra i quartieri di Rifredi e Novoli. La zona comprende un piccolo lembo di territorio sviluppato negli anni sessanta del Novecento durante l'ingrandimento della città, si nota appunto la giovane età della zona dai numerosi alti palazzi sedi di banche e istituti finanziari e di grandi complessi abitativi comprensivi di strade interne e facilità nel parcheggio delle autovetture.
I fabbricati si presentano in uno stile "nuovo" per i coevi fiorentini con terrazze, le tipiche facciate a mattoncini, soffitti alti e vani ampi presenza di garage e aree verdi, più simili allo stile capitolino dell'epoca. Questi fatti sono riconducibili alla provenienza dei progettisti, impresari e ditte. Negli ultimi anni l'aspetto una volta unitario e caratteristico dell'area sono stati modificati in modo sostanziale dall'ammodernamento dello storico Hotel Firenze Nova, ormai dismesso e trasformato in un immobile residenziale.

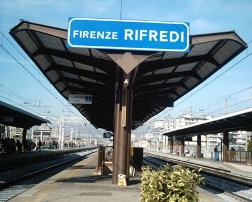
Stazione di Firenze Rifredi

La zona si espande a nord-ovest fino allo stabilimento della Nuovo Pignone, al rione del Lippi-Tre Pietre e alla Piana di Castello, verso sud-est dal torrente Terzolle, e dalla ferrovia che ne delimita il perimetro con Rifredi a ovest con Ponte di Mezzo e Novoli dove si trova il Polo Universitario e il Palazzo di Giustizia che sono collegati tramite automezzi ATAF alla stazione di Firenze Rifredi sita nella zona.
Nella Zona è presente il cimitero di Rifredi che si trova tra via Panciatichi e via delle Tre Pietre, cimitero comunale della città, fondato nel 1893. Le sepolture di spicco sono quelle di Giorgio La Pira e di don Giulio Facibeni. Poco lontano da questo, lungo via di Caciolle si trova il cimitero israelitico.
Nel rione è presente anche l'ITI, Istituto tecnico industriale di Firenze: con le sue strutture sportive e vasto spazio e aule è la scuola superiore più grande della Toscana per grandezza e numero di studenti.